# Coalla
Coalla è un dipartimento del Burkina Faso classificato come comune, situato nella provincia di Gnagna, facente parte della Regione dell'Est.
Il dipartimento si compone del capoluogo e di altri 37 villaggi: Baka, Bamasgou, Bambrigoani, Bampouringa, Bani, Banidjoari, Bombontiangou, Boudabga, Boukargou, Boula, Darsalam, Diagourou, Diankongou, Didiemba, Dielkou, Doyana, Fantiangou, Ganta, Gnimpiema, Goulmodjo, Goundou, Kierga, Kontiandi, Lamoana, Mossadéni, Neiba, Poka, Samboandi, Santiari, Soula, Takou, Tankori, Thiongori. Thiouré, Tihandéni, Tindangou e Yassougou.